# 碳化十五羰基五铁
碳化十五羰基五铁是一种有机铁化合物，化学式为Fe5C(CO)15，最初于1962年由Braye等人以十二羰基三铁为原料制得。

## 制备及反应
碳化十五羰基五铁可由(Bu4N)2Fe6C(CO)16在正戊烷和浓硫酸反应得到。它在二氯甲烷中和[Fe(CO)3(NO)]−反应，可以得到[Fe5C(CO)13(NO)]−和[Fe6C(CO)13(NO)2]2−。它和砷或铋在甲苯中于100 °C反应，及和五氯化锑反应，可以得到EFe3(CO)9CH（E=As, Bi或Sb）。
它在四氢呋喃中可以被KC8还原为[Fe5(μ5-C)(CO)12(μ2-CO)2]2−。